# Deutsche Futsalnationalmannschaft
Die deutsche Futsalnationalmannschaft ist eine repräsentative Auswahl des Deutschen Fußball-Bundes (DFB), die Deutschland seit 2016 bei internationalen Begegnungen im Futsal, der einzigen von der FIFA anerkannten Variante des Hallenfußballs, vertritt.

## Geschichte
Während bereits seit 1989 bzw. 1996 Welt- und Europameisterschaften ausgetragen wurden, war der Futsalsport bis weit in die 2000er-Jahre in Deutschland unbekannt. Erst im Jahre 2006 wurde erstmals der DFB-Futsal-Cup als inoffizielle deutsche Meisterschaft eingeführt. Auf dem DFB-Bundestag 2013 in Nürnberg wurde im Masterplan Amateurfussball schließlich beschlossen, bis spätestens 2016 eine Nationalmannschaft aufzubauen. Am 4. Dezember 2015 beschloss das DFB-Präsidium die Gründung der Nationalmannschaft. Der langjährig beim DFB tätige Fußballtrainer Paul Schomann wurde zum Bundestrainer berufen.
Nach zwei Sichtungslehrgängen im Februar 2016 berief Paul Schomann am 31. März 2016 ein sechzehnköpfiges Aufgebot, das einen Monat später für einen Trainingslehrgang nach Georgien reiste. Die beiden Trainingsspiele gegen die georgische Auswahl wurden mit 0:4 bzw. 0:5 verloren. Beide Partien gelten aus deutscher Sicht jedoch nicht als offizielle Länderspiele. Das erste offizielle Länderspiel wurde am 30. Oktober 2016 in der Hamburger Inselparkhalle gegen England mit 5:3 gewonnen. Mannschaftskapitän Timo Heinze erzielte das erste Tor der deutschen Länderspielgeschichte.
Ende Januar 2017 nahm die deutsche Futsalnationalmannschaft an der Qualifikation zur Europameisterschaft 2018 teil, wo man in eine Gruppe mit Armenien, Estland und Lettland gelost wurde. Nachdem sie nach einer unerwarteten 3:5-Auftaktniederlage gegen Armenien und einem mit zwei Eigentoren unglücklichen Unentschieden im zweiten Gruppenspiel gegen den Favoriten Lettland bereits ausgeschieden war, gelang ihr im letzten Gruppenspiel gegen Estland noch der erste Pflichtspielsieg. Trainer Paul Schomann trat im Februar 2017 zurück und ging in den Ruhestand. Sein Nachfolger wurde als allererster ausländischer Trainer einer DFB-Nationalmannschaft überhaupt der Niederländer Marcel Loosveld, der bis zum Juni 2016 bereits als Futsal-Bondscoach arbeitete.
Im Herbst 2017 lud der DFB die Futsalnationalmannschaften von Belgien, der Schweiz und der Türkei zu einem Vier-Nationen-Turnier ein. Nach einem glücklichen 3:2-Sieg im Halbfinale gegen die Türkei unterlag die DFB-Fünf mit 5:10 den Belgiern, die zu diesem Zeitpunkt allerdings auch bereits über 300 Länderspiele absolviert hatten. Das Jahr 2017 ließ die deutsche Futsalnationalmannschaft mit Freundschaftsspielen gegen Slowenien und Tschechien ausklingen, die ausnahmslos mit einer Niederlage, darunter eine heftige 2:13-Klatsche in Pilsen, endeten. Das folgende Länderspieljahr, indem ausschließlich Freundschaftsspiele ausgetragen wurden, verlief durchwachsen. Nachdem zunächst die Negativserie gegen Dänemark und Georgien weiterging, konnte man im Oktober 2018 gegen Vizeasienmeister Japan mit einem Unentschieden und einer knappen Niederlage zunächst einen Achtungserfolg erzielen, ehe man im Dezember das Jahr mit zwei Siegen gegen die Schweiz beendete. Anfang 2019 nahm die DFB-Fünf erstmals an einer Futsal-Weltmeisterschaft-Qualifikation teil. Dabei traf sie in der Preliminary round in Tiflis zunächst mit Georgien und Dänemark auf zwei alte Bekannte. Nach einer Niederlage und einem Sieg musste die deutsche Mannschaft im letzten Gruppenspiel gegen Israel mindestens einen Punkt holen. Nachdem die DFB-Fünf in diesem Spiel fast die ganze Spielzeit über zurücklag, gelang Christopher Wittig neun Sekunden vor Spielende der alles entscheidende Ausgleichstreffer zum 2:2-Endstand. In der Main round, die im Oktober 2019 ausgetragen wurde, traf die deutsche Mannschaft auf den amtierenden Europameister Portugal, sowie auf Lettland und Tschechien. Deutschland beendete die Hauptrunde mit drei Niederlagen als Gruppenletzter und verpasste den erstmaligen Einzug in die Eliterunde. Im Jahr 2020 konnte man sich in der Qualifikationsrunde der Europameisterschafts-Qualifikation in einer Gruppe mit Georgien, Österreich und dem Kosovo als Gruppenzweiter hinter Georgien durchsetzen. In den darauffolgenden Play-offs gegen die Schweiz verlor man das erste Spiel in Siggenthal, trotz starker Leistungen. Im darauffolgenden Heimspiel, in Ludwigsburg, konnte man an die starken Leistungen anknüpfen und das Spiel für sich entscheiden. Aufgrund der Auswärtstorregel konnte man sich trotz der zwei starken Spiele nicht für die Hauptrunde qualifizieren. Im Jahr 2021 konnte man in einem Länderspieldoppel, im Düsseldorfer Castello, gegen Wales beide Spiele gewinnen. Im darauffolgenden „Sportstadt Düsseldorf Futsal-Cup“ wo man in einem Drei-Nationen-Turnier gegen Schweden und Moldau spielte, in zwei knappen Spielen lediglich einen Punkt gewinnen. Zum Abschluss des Jahres nahm das DFB-Team an einem Vier-Nationen-Turnier am KNVB-Campus in Zeist teil, hier spielte man gegen die in der FIFA-Weltranglisten höheren Frankreich, Belgien und die Niederlande. Nationaltrainer Marcel Loovesfeld zog nach dem Turnier folgendes Fazit: „Wir (…) haben mit Belgien, Frankreich und den Niederlanden gegen drei Nationen gespielt, die in der allgemeinen Entwicklung im Futsal schon deutlich weiter sind als wir in Deutschland. Diese Unterschiede hat man zwar am Ende auf der Anzeigetafel gesehen, jedoch nicht in den einzelnen Spielen auf dem Feld. In Sachen Intensität und Mentalität haben wir in allen drei Spielen sehr gut mitgehalten (…)“. Am Anfang des Jahres 2022 richtete der DFB die erste Qualifikationsrunde zur Futsal-WM 2024 aus, die ersten beiden Spiele in Hamburg konnte das DFB-Team souverän für sich entscheiden. Mit einem 8:0 gegen Gibraltar und einem 5:0 gegen San Marino stand das Weiterkommen bereits vor dem letzten Spieltag fest. Auch gegen Montenegro konnte man die erste Halbzeit Souverän mit 3:0 beenden, in der zweiten Halbzeit konnte Montenegro eine Minute vor Schluss den Ausgleichstreffer zum 3:3 Endstand erzielen. So verpasste der DFB den dritten Sieg, konnte sich jedoch ungeschlagen und mit nur drei Gegentoren in drei Spielen für die Hauptrunde qualifizieren. Im September bereitete man sich beim Nordic-Cup auf die Hauptrunde der WM-Qualifikation vor, jedoch konnte im Turnier gegen Dänemark, Finnland und Dänemark nur der vierte Platz erreicht werden. Anfang Oktober setzte es dann für das Team von Marcel Loovesfeld in Lettland gegen die Lettische Auswahl unerwartet eine deutliche 5:1 Pleite. Eine Woche später konnte man dann überraschend gegen die Slowakei in der BallSportArena in Dresden ein 1:1 und damit auch den ersten Punkt sichern und gegen den 13. des UEFA Koeffizientenrankings einen Achtungserfolg erzielen. Einen Monat später konnte die Mannschaft von Nationaltrainer Marcel Loosveld die Leistungen aus dem Hinspiel in der Slowakei bestätigen, diesmal ging das Spiel mit 0:0 aus. Im März 2023 trifft die DFB-Mannschaft in der Seidenstrickerhalle in Bielefeld auf Lettland. Hier konnte sich die DFB-Mannschaft für die Hauptrunden Playoffs qualifizieren. In diesen Playoffs erreichte die Mannschaft nach einem 4:2-Sieg in Schweden und einem weiteren 4:2 im Heimspiel in der EWS-Arena in Göppingen erstmals für die Eliterunde der WM-Qualifikation. In der Eliterunde konnte lediglich einen Sieg gegen die Slowakei holen, das Rückspiel verlor man jedoch knapp. Auch gegen Kroatien und Frankreich konnte kein Sieg erreicht werden. Zum Abschluss der WM-Qualifikation 2024 musste sich die deutsche Futsalnationalmannschaft im Dezember 2023, in Dresden, Frankreich mit 1:3 geschlagen geben. Trotz der verpassten Qualifikation konnte das Team von Marcel Loosveld sich durch den Einzug in die Eliterunde unter den besten 20 Mannschaften Europas etablieren. Die deutschen Spieler überzeugten durch ihre Defensivstärke und kämpferische Leistungen, die unter anderem zu einem historischen 4:3-Sieg gegen die Slowakei führten. Mit neun Treffern avancierte Muhammet Sözer zum erfolgreichsten deutschen Torschützen der Qualifikationsrunde.
Cheftrainer Marcel Loosveld zeigte sich nach dem Ende der Qualifikation stolz auf die Entwicklung der Mannschaft: „Wir haben bewiesen, dass wir auf diesem Niveau mithalten können. Die Spiele gegen Kroatien und Frankreich haben gezeigt, dass wir auf Augenhöhe sind, auch wenn noch Schritte nötig sind, um uns gegen Top-Nationen durchzusetzen.“ Besonders die Fortschritte in der Defensivarbeit sowie die Fähigkeit, das Spiel gegen den Ball zu verbessern, wurden von Loosveld hervorgehoben. Die Eliterunde der WM-Qualifikation und die damit verbundene Aufmerksamkeit für den deutschen Futsal waren zugleich ein Signal für die steigende Anerkennung der Sportart im Land. Ein weiterer Höhepunkt war Anfang 2024 die Begegnung mit dem Rekord-Europameister aus Spanien. Vor einer Rekordkulisse von 3300 Zuschauern in der Frankenstolzarena in Aschaffenburg besiegte das Team von Cheftrainer Marcel Loosveld den Weltranglistenzweiten Spanien mit 3:2 (1:0). Es war der erste Sieg gegen Spanien in der Geschichte der deutschen Futsalnationalmannschaft und sorgte auch international für Aufsehen. Zum Auftakt in die Saison 2024/25 startete die Nationalmannschaft mit Testspielen gegen die Türkei, bevor man in der Qualifikation zur Europameisterschaft auf Rumänien, die Ukraine und Zypern trifft.

## Persönlichkeiten

### Kader
Kader für die Länderspiele gegen Spanien am 4. Februar 2024 in Aschaffenburg und am 6. Februar 2024 in Wetzlar.
| Philipp Pless (TSV Weilimdorf)           |
| Pavlos Wiegels (FC Liria)                |
| Christian de Groodt (Fortuna Düsseldorf) |
|                                          |

| Michael Meyer (Hamburger SV)                                |
| Onur Saglam (Hamburger SV)                                  |
| Maximilian Grünberg (Hamburger SV)                          |
| Suad Ak (TSV Weilimdorf)                                    |
| Muhammet Sözer (TSV Weilimdorf)                             |
| Fouad Aghnima (MCH Futsal Club Sennestadt)                  |
| Christopher Wittig (HOT 05)                                 |
| Luis Guilherme Drees Rodrigues (MCH Futsal Club Sennestadt) |
| Gabriel Oliveira (MCH Futsal Club Sennestadt)               |

| Pedro Strickert Rodrigues (MCH Futsal Club Sennestadt) |
| Kim Herterich (Jahn Regensburg)                        |
|                                                        |
|                                                        |
|                                                        |
|                                                        |
|                                                        |
|                                                        |

### Trainerstab
| Funktion        | Name                                  |
| --------------- | ------------------------------------- |
| Cheftrainer     | Marcel Loosveld                       |
| Co-Trainer      | Daniel Gerlach (Futsal Panthers Köln) |
| Torwart-Trainer | Nicht Besetzt                         |
| Spielanalyse    | Daniel Fredel                         |

## Abschneiden bei Turnieren
| - 1989–2016 – nicht teilgenommen - 2021 – nicht qualifiziert - 2024 – nicht qualifiziert | - 1996–2016 – nicht teilgenommen - 2018 – nicht qualifiziert - 2022 – nicht qualifiziert |

## Rekordspieler
Der bisher jüngste Nationalspieler ist Suad Ak, welcher bei seinem Debüt 19 Jahre und 76 Tage alt war (in den Spielen gegen Wales am 18. und 19. September 2021), ältester Spieler bei seinem Einstand war Saboor Khalili mit 31 Jahren und 55 Tagen (in den Spielen gegen England am 30. Oktober und 1. November 2016). Christopher Wittig ist der aktuell beste Torschütze der DFB-Auswahl.
Nachfolgend sind die Spieler mit den meisten Einsätzen und die erfolgreichsten Torschützen der deutschen Futsalnationalmannschaft aufgelistet.
| Spielername        | Spiele | Erstes Spiel | Letztes Spiel |
| ------------------ | ------ | ------------ | ------------- |
| Muhammet Sözer     | 56     | 30.10.2016   | noch aktiv    |
| Christopher Wittig | 56     | 30.10.2016   | noch aktiv    |
| Pavlos Wiegels     | 49     | 30.10.2016   | noch aktiv    |
| Michael Meyer      | 46     |              | noch aktiv    |
| Philipp Pless      | 45     |              | noch aktiv    |
| Vidoje Matic       | 30     |              | noch aktiv    |
| Onur Saglam        | 28     |              | noch aktiv    |
| Mert Sipahi        | 26     |              | noch aktiv    |
| Malik Hadziavdic   | 26     |              | noch aktiv    |
| Timo Heinze        | 21     | 30.10.2016   | 27.10.2019    |
| Lukas Sepp         | 21     |              | noch aktiv    |

| Spielername        | Tore | Erstes Tor | Letztes Tor |
| ------------------ | ---- | ---------- | ----------- |
| Christopher Wittig | 20   | 30.10.2016 | noch aktiv  |
| Muhammet Sözer     | 18   | 10.09.2017 | noch aktiv  |
| Michael Meyer      | 17   |            | noch aktiv  |
| Onur Saglam        | 11   |            | noch aktiv  |
| Timo Heinze        | 12   | 30.10.2016 |             |
| Manuel Fischer     | 6    |            |             |
| Timo di Giorgio    | 6    | 30.10.2016 | noch aktiv  |
| Stefan Winkel      | 5    | 01.11.2016 | noch aktiv  |